# Salvador Servià
Salvador Servià i Costa, né le 29 juin 1944 à Pais, est un ancien pilote de rallyes espagnol catalan, économiste et homme politique.

## Biographie
En 1968,il devint l'administrateur de Servià Cantó, S.A., puis en 1969 de Moviterra, S.A, et fut par la suite élu sénateur pour la province de Gerone, sur la liste Convergència i Unió.
Il construisit sa carrière en compétition automobile de 1968 à 1990, ayant pour principal copilote Jordi Sabater, de 1978 à 1988.
A onze reprises, il participa au rallye Monte-Carlo (terminant deux fois 7e et une fois 8e au général).
Il a également à son actif huit participations au Rallye Paris-Dakar (dont 1993 chez Ralliart sur Mitsubishi, aux côtés de Bruno Saby le futur vainqueur de l'épreuve cette année-là).
Il est l'actuel directeur du Grand-Prix d'Espagne de Formule 1, directeur du circuit de Barcelone, et le père du pilote Oriol Servià, ainsi que le frère de Josep Maria Servià.

## Palmarès
- Champion d'Espagne des rallyes en 1985 et 1986, sur Lancia Rally 037, avec Sabater;
  - 3e du championnat d'Europe des rallyes en 1985 (4e en 1984), toujours avec Sabater.

## Principales victoires (comptant pour le championnat d'Europe)
- 1984 et 1985: Rallye Príncipe de Asturias;
- 1984: Rallye Catalunya;
- 1985: Rallye Vinho da Madeira,
- 1986: Rallye RACE - Costa Blanca (dernière édition);
- 1986: Rallye Cales de Palafrugell - Girona;
- 1987: Rallye Costa Brava (alors sur Volkswagen Golf GT1);
  - 2e du rallye Costa Brava en 1984;
  - 2e du rallye RACE - Costa Blanca en 1985;
  - 2e du rallye El Corte Inglés en 1985;
  - 2e du rallye di San Marino en 1985;
  - 3e du rallye Costa Brave en 1985 et 1986;
  - 3e du rallye Catalunya en 1986;

## Autres
Résultats au Rallye Dakar en catégorie auto
- 1991 : 17e sur Land Rover (copilote Jaime Puig)
- 1992 : 8e sur Lada (copilote Jaime Puig) - 1 victoire d'étapes
- 1993 : 6e sur Lada (copilote Jaime Puig)
- 1995 : 15e sur Citroën (copilote Jaime Puig) - 1 victoire d'étapes
- 1996 : 5e sur Citroën (copilote Jaime Puig)
- 1997 : 6e sur Nissan (copilote Gilles Picard)
- 1998 : 19e sur Nissan (copilote Willy Alcaraz)
- 1999 : 10e sur Nissan (copilote Giorgio Albiero) - 1 victoire d'étapes